# Деббріх Фейс
Деббріх Фейс (нар. 20 грудня 1984) — колишня бельгійська тенісистка.
Найвищу одиночну позицію світового рейтингу — 341 місце досягла 10 березня 2008, парну — 178 місце — 11 лютого 2008 року.
Здобула 6 парних титулів туру ITF.
Завершила кар'єру 2014 року.

## Фінали ITF

### Одиночний розряд: 3 (1–2)
| турніри $100,000 |
| турніри $75,000  |
| турніри $50,000  |
| турніри $25,000  |
| турніри $10,000  |

| Результат | Ранг | Дата            | Турнір                                  | Покриття | Суперниця        | Рахунок            |
| --------- | ---- | --------------- | --------------------------------------- | -------- | ---------------- | ------------------ |
| Поразка   | 1.   | 14 липня 2003   | Брюссельський столичний регіон, Бельгія | Ґрунт    | Леслі Буткевіч   | 6–4, 4–6, 1–6      |
| Поразка   | 2.   | 26 червня 2006  | Гергюговард, Нідерланди                 | Ґрунт    | Даніелле Гармсен | 1–6, 6–1, 4–6      |
| Перемога  | 3.   | 10 березня 2007 | Бенін-Сіті, Нігерія                     | Тверде   | Ана Клара Дуарте | 6–7(6–8), 6–4, 6–4 |

### Парний розряд Фінали: 13 (6–7)
| турніри $100,000 |
| турніри $75,000  |
| турніри $50,000  |
| турніри $25,000  |
| турніри $10,000  |

| Результат | Ранг | Дата            | Турнір                                  | Покриття | Партнерка         | Суперниці                       | Рахунок            |
| Поразка   | 1.   | 7 серпня 2000   | Ребек, Бельгія                          | Ґрунт    | Карін Квес        | Єлена Панджич Ленка Снайдрова   | 7–6, 2–6, 4–6      |
| Поразка   | 2.   | 14 липня 2003   | Брюссельський столичний регіон, Бельгія | Ґрунт    | Джессі де Вріс    | Леслі Буткевіч Ленка Снайдрова  | 3–6, 1–6           |
| Поразка   | 3.   | 2 серпня 2004   | Ребек, Бельгія                          | Ґрунт    | Джессі де Вріс    | Ліана Унгур Антонела Война      | 2–6, 7–5, 4–6      |
| Поразка   | 4.   | 9 серпня 2004   | Коксейде, Бельгія                       | Ґрунт    | Джессі де Вріс    | Леслі Буткевіч Шеллі Стефенс    | 2–6, 5–7           |
| Перемога  | 5.   | 8 квітня 2006   | Дубай, ОАЕ                              | Тверде   | Дьяна Вринчану    | Теґан Едвардс Офелія Погосян    | 6–1, 6–2           |
| Перемога  | 6.   | 25 червня 2006  | Алкмар, Нідерланди                      | Ґрунт    | Джессі де Вріс    | Даніелле Гармсен Ева Пера       | 7–5, 4–6, 7–6      |
| Поразка   | 7.   | 15 серпня 2006  | Коксейде, Бельгія                       | Ґрунт    | Джессі де Вріс    | Емілі Баке Валері Вергамме      | 6–7(3–7), 6–7(3–7) |
| Поразка   | 8.   | 3 березня 2007  | Бенін-Сіті, Нігерія                     | Тверде   | Полуніна Катерина | Ана Клара Дуарте Маріана Мусі   | 6–3, 3–6, 5–7      |
| Перемога  | 9.   | 10 березня 2007 | Бенін-Сіті, Нігерія                     | Тверде   | Полуніна Катерина | Ана Клара Дуарте Маріана Мусі   | 6–3, 6–4           |
| Перемога  | 10.  | 4 травня 2007   | Катанія, Італія                         | Ґрунт    | Дар'я Кустова     | Ліенн Бейкер Ніколь Кріз        | 6–4, 6–4           |
| Поразка   | 11.  | 13 жовтня 2007  | Сальтільйо, Мексика                     | Тверде   | Леоні Мекел       | Соледад Есперон Шанелль Схеперс | 0–6, 4–6           |
| Перемога  | 12.  | 21 жовтня 2007  | Сан-Луїс-Потосі (штат), Мексика         | Тверде   | Шанелль Схеперс   | Естефанія Красіун Бетіна Хосамі | 6–1, 6–4           |
| Перемога  | 13.  | 18 серпня 2008  | Вестенде, Бельгія                       | Тверде   | Емма Лайне        | Ребека Боу Ногейро Юлія Парасюк | 7–5, 7–5           |